# Baskin (Luisiana)
Baskin é uma vila localizada no estado americano de Luisiana, na Paróquia de Franklin.

## Demografia
Segundo o censo americano de 2000, a sua população era de 188 habitantes. 
Em 2006, foi estimada uma população de 182, um decréscimo de 6 (-3.2%).

## Geografia
De acordo com o United States Census Bureau tem uma área de 
3,5 km², dos quais 3,5 km² cobertos por terra e 0,0 km² cobertos por água.

## Localidades na vizinhança
O diagrama seguinte representa as localidades num raio de 32 km ao redor de Baskin. 